# Piketing
Пикетинг (енг. picketing) представља облик колективне акције радника, најчешће за време штрајка,  који се састоји у окупљању радника испред улаза у фабричке хале, продајна места и друге просторије послодавца са намером да се убеђивањем и употребом других метода радници који не штрајкују одврате од рада, како би приморали послодавца на уступке. Пикетинг је облик ненасилног отпора. У Републици Србији законом је забрањен пикетинг, будући да према члану 7. ст. 3 Закон о штрајку штрајкачки одбор и запослени који учествују у штрајку не смеју спречавати запослене који не учествују у штрајку да раде.
Организатор пикетинга је по правилу синдикат који је у спору са послодавцем. Учесници пикетинга смеју бити само запослени код послодавца и синдикални представници. Разлика између пикетинга и других окупљања грађана одређује се са обзиром на учеснике и њихов број – код пикетинга то смеју бити искључиво запослени и њихови представници, и то у ограниченом броју, док у јавном скупу може учествовати шири круг грађана, без ограничавања њиховог броја. Циљ пикетинга у односу на трећа лица и јавност јесте придобијање јавног мнења, обавештавање јавности о колективном радном спору, као и о оправданости захтева организатора пикетинга.
Комитет за слободу удруживања Међународне организације рада сматра да је мирно окупљање учесника штрајка на местима рада допуштено, при чему учесници штрајка не смеју да спречавају нештрајкаче да наставе рад.
У литератури постоји подела пикетинга на законити и незаконити, као и на информативни пикетинг, организациони пикетинг и пикетинг спорења.